# Vodka de bacon

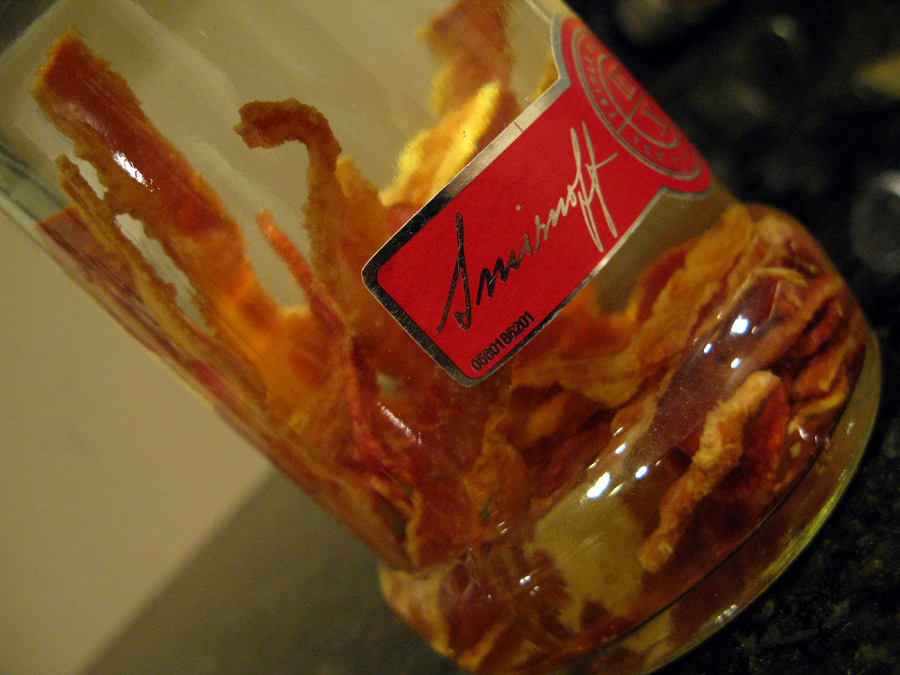
Vodka de bacon

Vodka de bacon é vodka com sabor a toucinho, baseado no conceito de “batatas com sabor”. Foi introduzida no meio de uma onda de novos produtos com sabor a toucinho. Esta bebida junta o mesmo alimento usado para fazer outras bebidas alcoólicas, inclusive o Martini de bacon.

## História e disponibilidade comercial
O Vodka de bacon é resultado de uma mania pelo toucinho, um fanatismo americano. A bebida é feita colocando toucinho numa garrafa de vodka durante, pelo menos, duas semanas.
Em Abril de 2009, a Black Rock Spirits em Seattle lançou uma versão comercial da vodka com sabor a toucinho, que ficou conhecida como “Vodka de bacon”. Esta vodka foi resultado de 2 anos de investigação. A vodka da Black Rock’s foi baseada na ideia das “batatas com sabor”, criada a partir de um único processo de aquecimento, chamado destilação fraccionada, que impede que o álcool se perca. A vodka de bacon está actualmente disponível em Washington, Oregon, Idaho e Montana. Embora inicialmente fosse uma produção limitada, a Black Rock Spirits irá ampliar a disponibilidade consoante a sua procura.

## Recepção
“Depois de várias horas” o repórter Sam Sessa do The Baltimore Sun descreveu a vodka como sendo robusta”, aroma de carne com o prazer do licor.”
O produto da Black Rock’s foi anunciado como tendo sido um sucesso comercial na área de Seattle, sendo o preço por garrafa de $30 (21 euros em Portugal ou 59 reais no Brasil).

## Usos
Embora a vodka seja bebida sozinha, a criação da vodka com toucinho inspirou os “barmen’s” (empregados-de-mesa em Portugal ou garçons no Brasil) a criar uma série de cocktails baseados na infusão de vários produtos. O mais popular é o famoso cocktail da Black Rock’s, uma variação do cocktail Bloody Mary denominado “Bakon Maria”, onde a vodka tradicional é substituída por Vodka de bacon. Também é popular o martini de bacon ou o Bacon Russo (White Russian e martini de bacon com chocolate).